# Bargavadj Hayastani Kusaktsutyun
Bargavadj Hayastani Kusaktsutyun (armensk: Բարգավաճ Հայաստան կուսակցություն, forkortet ԲՀԿ eller BHK) er et Konservativt parti i Armenien. Det blev dannet af forretningsmanden Gagik Tsarukian i slutningen af 2005. Det stillede første gang op til et valg ved parlamentsvalget i 2007, hvor partet vandt 24 sæder ud af 134 i parlamentet. 
| Politisk parti | Spire Denne artikel om et politisk parti eller gruppe er en spire som bør udbygges. Du er velkommen til at hjælpe Wikipedia ved at udvide den. |